# Андреев, Юрий Константинович
Юрий Константинович Андреев (род. 14 марта 1956) — советский хоккеист, защитник. Мастер спорта СССР. Советский и российский тренер.
Воспитанник ленинградского СКА. В первенстве СССР начинал играть в команде второй лиги «Шторм» Ленинград (1974/75 — 1975/76), тогда же провёл пять матчей за СКА в высшей лиге. Три следующих сезона полность отыграл за СКА, с сезона 1979/80 начал выступать за фарм-клуб ВИФК (позже — «Звезда») С сезона 1986/87 — тренер команды, в сезонах 1988/89 — 1990/91 — главный тренер. В сезоне 1990/91 — тренер СКА в первой лиге. Четыре сезона был тренером в «СКА-2», затем — тренер в школе СКА.